# Brasil 247
Brasil 247 es un periódico digital brasileño.

## Historia
Brasil 247 Lanzado el 13 de marzo de 2011, creado por el periodista Leonardo Attuch, el primer periódico brasileño con contenido desarrollado exclusivamente para iPad.
Brasil 247 calificado como "pro-gobierno" en la época del gobierno de Dilma Rousseff.

## Alcance
El sitio web mantiene 12 secciones (Poder, Brasil, Mundo, Economía, Cultura, Medios, Salud, Su dinero, Informe reservado, Emprendedor, Deporte y Librería) y 14 páginas regionales, además de blogs de columnistas, un canal de video de TV 247 y dos revistas Brasil 247 y Oásis.